# Emilia de Beauharnais

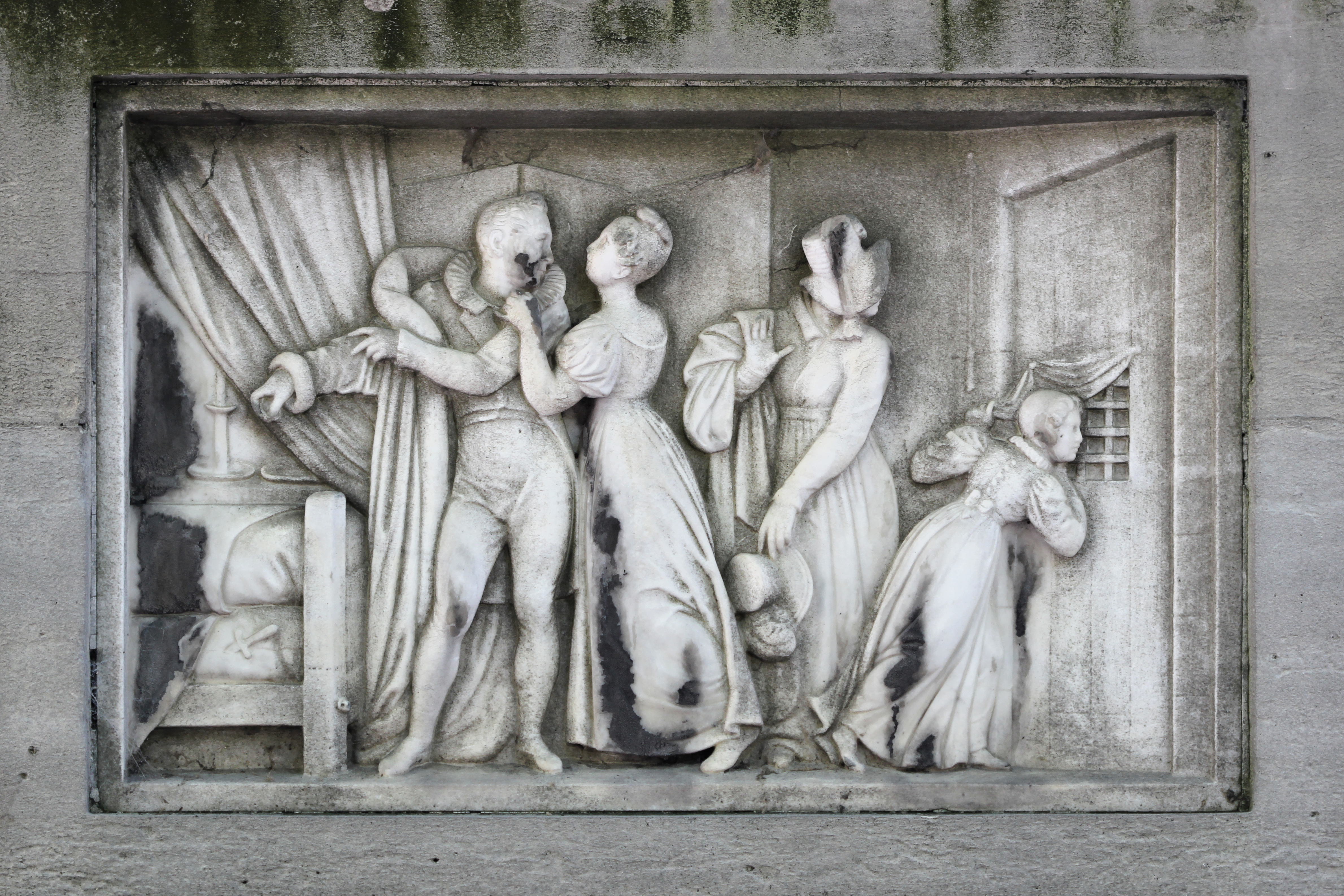
Bajorrelieve de mármol representando la huida del conde de Lavalette en la tumba de Antoine Marie Chamans de Lavalette y Emilia de Beauharnais (cementerio del Père-Lachaise).

Emilia de Beauharnais (París, 8 de enero de 1781-ibidem, 18 de junio de 1855) fue una cortesana francesa y condesa de Lavalette. Sirvió como dame d'atour de la emperatriz Josefina desde 1804 hasta 1809.

## Primeros años de vida
Hija de Francisco VI de Beauharnais y de su prima Henriette Pyvart de Chastullé, Emilia era, por vía paterna, nieta de Francisco de Beauharnais (1714-1800), gobernador de Martinica, y de Henriette Pyvart de Chastullé (1722-1767), mientras que por vía materna, Emilia descendía de Claudio de Beauharnais (1717-1784), conde de Roches-Baritaud, y de Marie-Anne-Françoise Mouchard de Chaban (1737-1813). Emilia era, además, sobrina de Josefina de Beauharnais, así como prima de Hortensia (reina de Holanda), Eugène (virrey de Italia) y Estefanía de Beauharnais (gran duquesa de Baden).

### Matrimonio e hija
Contrajo matrimonio en París el 22 de abril de 1798 con Antoine Marie Chamans, conde de Lavalette, ayuda de campo del general Bonaparte, con quien tuvo una hija: Joséphine Chamans de Lavalette (1802-1886), quien contrajo matrimonio con el barón François Alexandre de Forget (1787-1836).
Emilia, quien había pasado varios años en el internado de Madame Campan, perteneció al grupo de mujeres que fueron asignadas como damas de compañía de Josefina. Cuando Napoleón y su esposa se convirtieron en emperadores de Francia en 1804, Bonaparte creó una corte imperial y asignó varias damas de compañía a Josefina. Adélaïde de La Rochefoucauld fue nombrada dama de honor y Emilia de Beauharnais dame d'atour, mientras que Jeanne Charlotte du Luçay, Claire Elisabeth Gravier de Vergennes, Elisabeth Baude de Talhouët, Lauriston, d'Arberg, Marie Antoinette Duchâtel, Sophie de Segur, Séran, Colbert, Savary y Aglaé Louise Auguié Ney fueron asignadas como damas del palacio. Cuando Napoleón se divorció de Josefina y contrajo segundas nupcias con María Luisa de Austria, Emilia abandonó la corte para dedicarse a la educación de su hija, siendo reemplazada por Jeanne Charlotte du Luçay. 
Durante la Restauración borbónica, su esposo fue condenado a muerte por su apoyo a Napoleón, si bien Emilia lo ayudó a escapar, siendo ella misma encarcelada durante un mes por este hecho, negándose a acompañar a Antoine Marie en el exilio después de su liberación. Al borde de la locura tras descubrir la infidelidad de su esposo, Emilia inició una relación con su médico, Guillaume Dupuytren.
Reunida con el conde de Lavalette en 1822, murió en 1855, durante el Segundo Imperio francés, siendo enterrada en el cementerio del Père-Lachaise.